# Einn Mol'á Mann

«Einn mol'á mann» es el primer lanzamiento de la banda islandesa Sykurmolarnir en marzo de 1986 que posteriormente se dio a conocer a través de su equivalente en inglés: The Sugarcubes siendo la cantante y compositora Björk su miembro más importante. Este sencillo fue lanzado a través de la discográfica Smekkleysa que también cambió su nombre al inglés como Bad Taste, una sociedad creada por jóvenes artistas islandeses.
Sólo se lanzaron 500 copias al mercado islandés de Einn mol'á mann.

Traducción del título: Un Cubo por Cabeza.

## Lista de canciones
1. Ammæli - (3:56) ("Birthday" en islandés)
2. Köttur - (2:57) ("Cat" en islandés)

- Datos: Q5820488